# Neottiella microspora
Neottiella microspora är en svampart som beskrevs av Cooke & Massee 1893. Neottiella microspora ingår i släktet Neottiella och familjen Pyronemataceae.   Inga underarter finns listade i Catalogue of Life.